# Distretto di Colca (Ayacucho)
Il distretto di Colca è uno dei dodici distretti della provincia di Víctor Fajardo, in Perù. Si trova nella regione di Ayacucho e si estende su una superficie di 69,57 km². Istituito il 2 gennaio 1857, ha per capitale la città di Colca; nel censimento del 2005 contava 1 345 abitanti.